# Alpaida
Alpaida O. P.-Cambridge, 1889 è un genere di ragni appartenente alla Famiglia Araneidae.

## Distribuzione
Le 142 specie oggi note di questo genere sono state rinvenute in America centrale e meridionale: ben 77 specie, il 58%, sono presenti in Brasile e Argentina.

## Tassonomia
La sistemazione tassonomica di questo genere è stata alquanto dibattuta: rimosso dalla sinonimia con Araneus Clerck, 1757 e considerato un sinonimo anteriore di Parepeira Mello-Leitão, 1933 (contra Archer, 1951, che considera questo nome un sinonimo posteriore di Cercidia Thorell, 1869 con trasferimento della specie tipo); è anche sinonimo anteriore di Subaraneus Caporiacco, 1948, secondo la specie tipo Araneus veniliae (Keyserling, 1865), di Lariniacantha Archer, 1951, secondo la specie tipo Araneus grayi (Blackwall, 1863), e anche di Subedricus Caporiacco, 1954, secondo la specie tipo Araneus nigropustulatus (O. P.-Cambridge, 1893) a seguito di un lavoro dell'aracnologo Levi nel 1976.
Infine è sempre sinonimo anteriore di Pickardiana Mello-Leitão, 1943, secondo la specie tipo Edricus truncatus (Keyserling, 1865) a seguito di uno studio di Levi del 1988, con trasferimento della specie tipo, contra un lavoro di Archer del 1951, che considera questo un sinonimo posteriore di Verrucosa.
A maggio 2014, si compone di 142 specie e 2 sottospecie:
1. Alpaida acuta (Keyserling, 1865) — dal Panama all'Argentina
2. Alpaida albocincta (Mello-Leitão, 1945) — dal Venezuela all'Argentina
3. Alpaida almada Levi, 1988 — Brasile
4. Alpaida alticeps (Keyserling, 1879) — Brasile, Paraguay
5. Alpaida alto Levi, 1988 — Paraguay
6. Alpaida alvarengai Levi, 1988 — Brasile
7. Alpaida amambay Levi, 1988 — Paraguay
8. Alpaida anchicaya Levi, 1988 — Colombia
9. Alpaida angra Levi, 1988 — Brasile
10. Alpaida antonio Levi, 1988 — Brasile, Guyana
11. Alpaida arvoredo Buckup & Rodrigues, 2011 — Brasile
12. Alpaida atomaria (Simon, 1895) — Brasile
13. Alpaida banos Levi, 1988 — Ecuador
14. Alpaida biasii Levi, 1988 — Brasile
15. Alpaida bicornuta (Taczanowski, 1878) — dalla Costa Rica all'Argentina
16. Alpaida bischoffi Levi, 1988 — Brasile
17. Alpaida boa Levi, 1988 — Brasile
18. Alpaida boraceia Levi, 1988 — Brasile
19. Alpaida cachimbo Levi, 1988 — Brasile
20. Alpaida cali Levi, 1988 — Colombia
21. Alpaida calotypa (Chamberlin, 1916) — Perù
22. Alpaida canela Levi, 1988 — Brasile
23. Alpaida canoa Levi, 1988 — Brasile
24. Alpaida caramba Buckup & Rodrigues, 2011 — Brasile
25. Alpaida carminea (Taczanowski, 1878) — Perù, Brasile, Paraguay, Argentina
26. Alpaida caxias Levi, 1988 — Brasile
27. Alpaida chaco Levi, 1988 — Paraguay
28. Alpaida championi (O. P.-Cambridge, 1889) — dal Guatemala alla Colombia
29. Alpaida chapada Levi, 1988 — Brasile
30. Alpaida chickeringi Levi, 1988 — dal Panama al Brasile
31. Alpaida cisneros Levi, 1988 — Colombia, Ecuador
32. Alpaida citrina (Keyserling, 1892) — Brasile
33. Alpaida conica O. P.-Cambridge, 1889[2] — Panama
34. Alpaida constant Levi, 1988 — Brasile
35. Alpaida coroico Levi, 1988 — Bolivia
36. Alpaida costai Levi, 1988 — Argentina
37. Alpaida cuiaba Levi, 1988 — Brasile
38. Alpaida cuyabeno Levi, 1988 — Ecuador
39. Alpaida darlingtoni Levi, 1988 — Colombia
40. Alpaida deborae Levi, 1988 — Brasile, Suriname, Guyana Francese
41. Alpaida delicata (Keyserling, 1892) — Brasile, Perù, Bolivia
42. Alpaida dominica Levi, 1988 — Piccole Antille
43. Alpaida eberhardi Levi, 1988 — Colombia
44. Alpaida elegantula (Archer, 1965) — Martinica
45. Alpaida ericae Levi, 1988 — Brasile, Argentina
46. Alpaida erythrothorax (Taczanowski, 1873) — Guyana Francese
47. Alpaida gallardoi Levi, 1988 — Brasile, Paraguay, Argentina
48. Alpaida gracia Levi, 1988 — Argentina
49. Alpaida graphica (O. P.-Cambridge, 1889) — dal Messico al Panama
50. Alpaida grayi (Blackwall, 1863) — Brasile, Paraguay, Uruguay, Argentina
51. Alpaida guimaraes Levi, 1988 — Brasile, Guyana
52. Alpaida gurupi Levi, 1988 — Brasile
53. Alpaida guto Abrahim & Bonaldo, 2008 — Brasile
54. Alpaida haligera (Archer, 1971) — Perù, Venezuela
55. Alpaida hartliebi Levi, 1988 — Brasile
56. Alpaida hoffmanni Levi, 1988 — Brasile, Paraguay
57. Alpaida holmbergi Levi, 1988 — Argentina
58. Alpaida iguazu Levi, 1988 — Brasile, Argentina
59. Alpaida iquitos Levi, 1988 — Perù, Ecuador, Brasile
60. Alpaida itacolomi Santos & Santos, 2010 — Brasile
61. Alpaida itapua Levi, 1988 — Paraguay
62. Alpaida itauba Levi, 1988 — Brasile, Argentina
63. Alpaida jacaranda Levi, 1988 — Brasile
64. Alpaida kartabo Levi, 1988 — Guyana
65. Alpaida keyserlingi Levi, 1988 — Brasile
66. Alpaida kochalkai Levi, 1988 — Colombia
67. Alpaida lanei Levi, 1988 — Brasile, Argentina
68. Alpaida latro (Fabricius, 1775) — Brasile, Uruguay, Paraguay, Argentina
69. Alpaida leucogramma (White, 1841) — dal Panama all'Argentina
70. Alpaida lomba Levi, 1988 — Brasile
71. Alpaida lubinae Levi, 1988 — Venezuela
72. Alpaida machala Levi, 1988 — Ecuador
73. Alpaida madeira Levi, 1988 — Brasile
74. Alpaida manicata Levi, 1988 — Brasile
75. Alpaida marmorata (Taczanowski, 1873) — Ecuador, Perù, Guyana Francese
76. Alpaida marta Levi, 1988 — Colombia
77. Alpaida mato Levi, 1988 — Brasile
78. Alpaida moata (Chamberlin & Ivie, 1936) — Panama, Colombia
79. Alpaida moka Levi, 1988 — Bolivia
80. Alpaida monzon Levi, 1988 — Perù
81. Alpaida morro Levi, 1988 — Brasile
82. Alpaida muco Levi, 1988 — Colombia
83. Alpaida murtinho Levi, 1988 — Brasile
84. Alpaida nadleri Levi, 1988 — Venezuela
85. Alpaida nancho Levi, 1988 — Perù
86. Alpaida narino Levi, 1988 — Colombia
87. Alpaida natal Levi, 1988 — Brasile
88. Alpaida navicula (L. Koch, 1871) — Brasile
89. Alpaida negro Levi, 1988 — Brasile
90. Alpaida nigrofrenata (Simon, 1895) — Brasile
91. Alpaida niveosigillata (Mello-Leitao, 1941) — Colombia, Ecuador
92. Alpaida nonoai Levi, 1988 — Brasile
93. Alpaida octolobata Levi, 1988 — Brasile
94. Alpaida oliverioi (Soares & Camargo, 1948) — Brasile
95. Alpaida orgaos Levi, 1988 — Brasile
96. Alpaida pedro Levi, 1988 — Brasile
97. Alpaida picchu Levi, 1988 — Perù
98. Alpaida quadrilorata (Simon, 1897) — Brasile, Paraguay, Uruguay, Argentina
99. Alpaida queremal Levi, 1988 — Colombia
100. Alpaida rioja Levi, 1988 — Brasile, Argentina
101. Alpaida rosa Levi, 1988 — Brasile, Argentina
102. Alpaida rossi Levi, 1988 — Perù
103. Alpaida rostratula (Keyserling, 1892) — Brasile, Argentina
104. Alpaida rubellula (Keyserling, 1892) — Brasile, Paraguay, Argentina
105. Alpaida sandrei (Simon, 1895) — Brasile
106. Alpaida santosi Levi, 1988 — Brasile
107. Alpaida schneblei Levi, 1988 — Colombia
108. Alpaida scriba (Mello-Leitao, 1940) — Brasile
109. Alpaida septemmammata (O. P.-Cambridge, 1889) — dal Messico all'Argentina
110. Alpaida sevilla Levi, 1988 — Colombia
111. Alpaida silencio Levi, 1988 — Colombia
112. Alpaida simla Levi, 1988 — Trinidad
113. Alpaida sobradinho Levi, 1988 — Brasile
114. Alpaida sulphurea (Taczanowski, 1873) — Guyana Francese
115. Alpaida sumare Levi, 1988 — Brasile
116. Alpaida tabula (Simon, 1895) — dalla Guyana alla Bolivia
117. Alpaida tayos Levi, 1988 — Ecuador, Perù, Brasile, Guyana
118. Alpaida teresinha Braga-Pereira & Santos, 2013 — Brasile
119. Alpaida thaxteri Levi, 1988 — Trinidad
120. Alpaida tijuca Levi, 1988 — Brasile
121. Alpaida toninho Braga-Pereira & Santos, 2013 — Brasile
122. Alpaida tonze Santos & Santos, 2010 — Brasile
123. Alpaida trilineata (Taczanowski, 1878) — Perù
124. Alpaida trispinosa (Keyserling, 1892) — dal Panama all'Argentina
125. Alpaida truncata (Keyserling, 1865) — dal Messico all'Argentina
  - Alpaida truncata obscura (Caporiacco, 1948) — Guyana
  - Alpaida truncata sexmaculata (Caporiacco, 1948) — Guyana
126. Alpaida tullgreni (Caporiacco, 1955) — Venezuela
127. Alpaida tuonabo (Chamberlin & Ivie, 1936) — Panama
128. Alpaida urucuca Levi, 1988 — Brasile
129. Alpaida utcuyacu Levi, 1988 — Perù
130. Alpaida utiariti Levi, 1988 — Brasile
131. Alpaida vanzolinii Levi, 1988 — Perù, Brasile, Argentina
132. Alpaida variabilis (Keyserling, 1864) — Colombia
133. Alpaida veniliae (Keyserling, 1865) — dal Panama all'Argentina
134. Alpaida vera Levi, 1988 — Brasile
135. Alpaida versicolor (Keyserling, 1877) — Brasile, Paraguay, Uruguay, Argentina
136. Alpaida wenzeli (Simon, 1897) — Saint Vincent
137. Alpaida weyrauchi Levi, 1988 — Perù
138. Alpaida xavantina Levi, 1988 — Brasile
139. Alpaida yotoco Levi, 1988 — Colombia
140. Alpaida yucuma Levi, 1988 — Brasile
141. Alpaida yungas Levi, 1988 — Bolivia
142. Alpaida yuto Levi, 1988 — Paraguay, Argentina

### Specie trasferite
- Alpaida calix (Walckenaer, 1841); trasferita al genere Metazygia F. O. P.-Cambridge, 1904[1].
- Alpaida duodecimguttata (Keyserling, 1879); trasferita al genere Spilasma Simon, 1897.
- Alpaida erythromela (Holmberg, 1876); trasferita al genere Mecynogea Simon, 1903.
- Alpaida mammifera (Tullgren, 1902); trasferita al genere Molinaranea Mello-Leitão, 1940.
- Alpaida maura (Hentz, 1847); trasferita al genere Metazygia F. O. P.-Cambridge, 1904.
- Alpaida montecarlo Levi, 1988; trasferita al genere Larinia Simon, 1874.
- Alpaida riscoi (Archer, 1971); trasferita al genere Rubrepeira Levi, 1992.
- Alpaida rubronigra (Mello-Leitão, 1939); trasferita al genere Rubrepeira Levi, 1992.

### Sinonimi
- Alpaida roemeri (Strand, 1908); a seguito di un lavoro degli aracnologi Framenau, Scharff & Levi del 2009, questi esemplari sono stati posti in sinonimia con A. navicula (L. Koch, 1871)[1].